# Kidatemba (vattendrag i Kayanza)
Kidatemba är ett vattendrag i Burundi.   Det ligger i provinsen Kayanza, i den nordvästra delen av landet, 60 kilometer norr om huvudstaden Bujumbura.
Omgivningarna runt Kidatemba är en mosaik av jordbruksmark och naturlig växtlighet. Runt Kidatemba är det tätbefolkat, med 735 invånare per kvadratkilometer.